# Dorsal do Chile

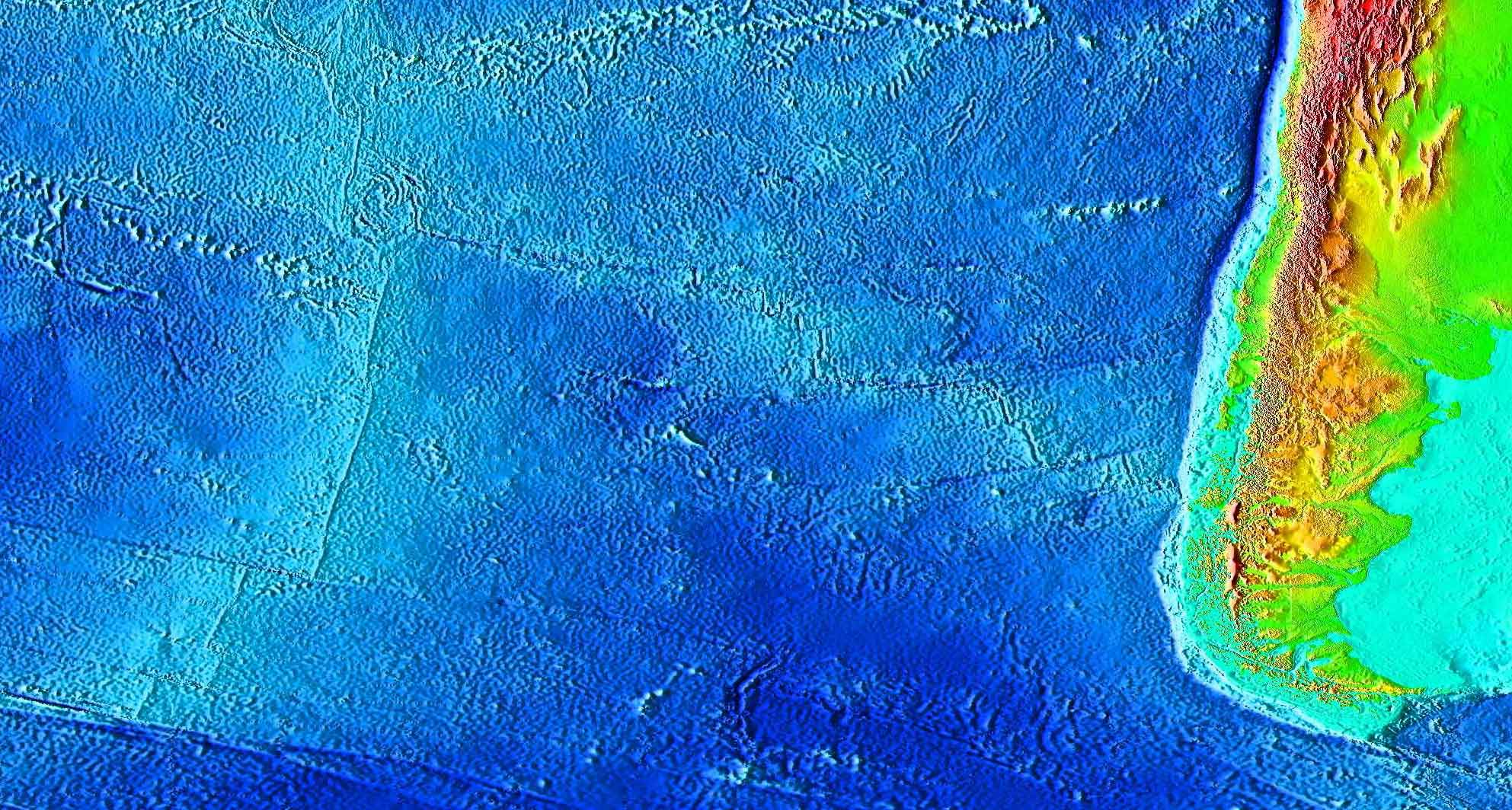
A Dorsal do Chile.

A Dorsal do Chile é uma dorsal oceânica ou cordilheira submarina que se desprende como ramal da Dorsal do Pacífico Oriental a sul da Ilha de Páscoa, estendendo-se para sudeste até à Península de Taitao, na costa austral do Chile, onde encontra a Placa Sul-americana. A Dorsal do Chile é o limite entre duas placas tectónicas: a Placa de Nazca, a norte da dorsal, e a Placa Antártica, a sul.